# コネマラ国立公園
コネマラ国立公園（コネマラこくりつこうえん 愛: Páirc Naisiúnta Chonamara, 英: Connemara National Park）はアイルランドの6つの国立公園のひとつで西部のゴールウェイ州にある。管理者はメディア・観光・芸術・文化・スポーツ・アイルランド語地域省配下にある。

## 歴史

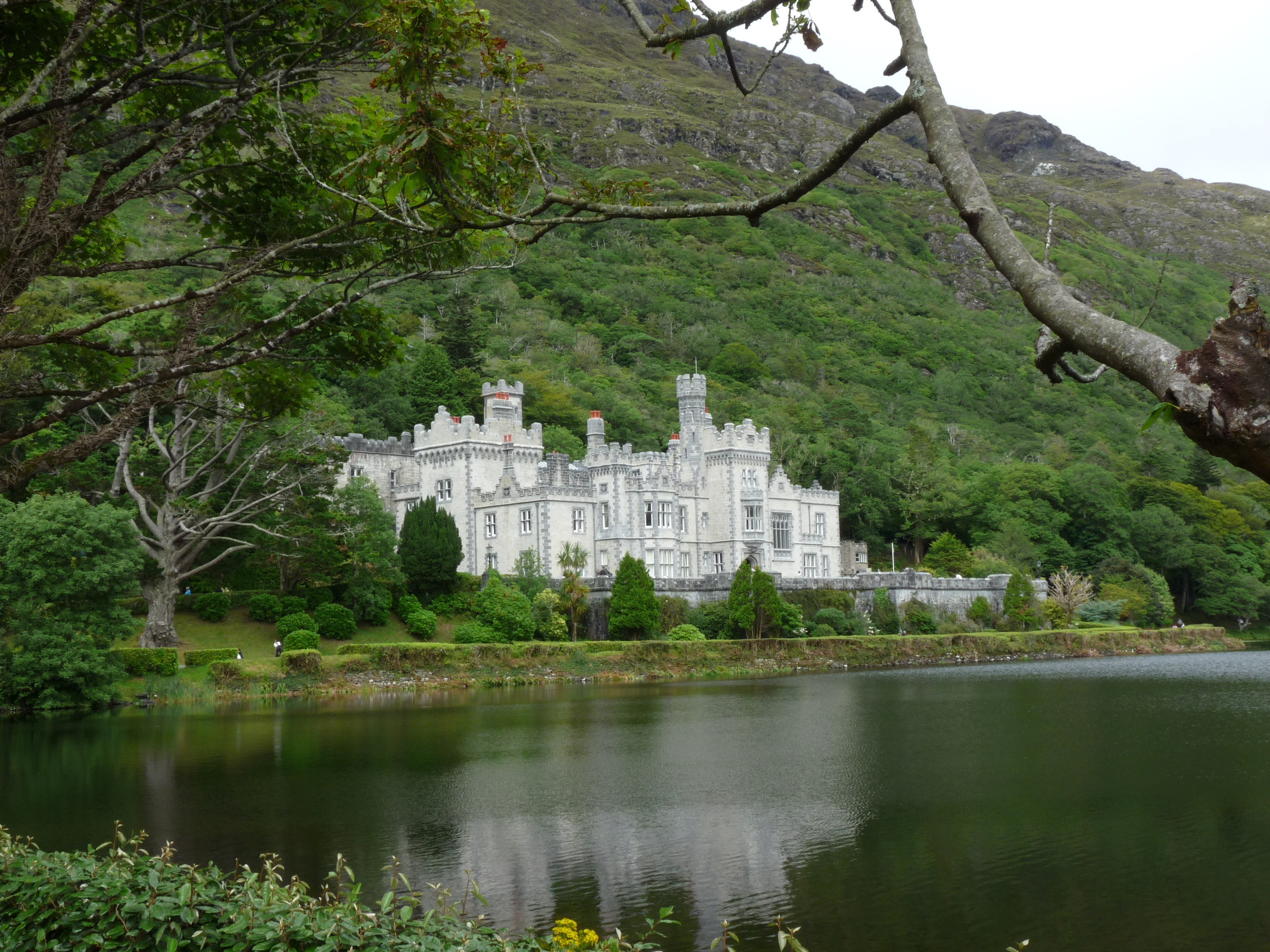
カイルモア修道院。アイルランドで最もロマンティックと言われる建物で、ロンドンの富豪ミッチェル・ヘンリーが1868年にマナーハウスとして建設し、1920年にベネディクト派の女子修道院となった

コネマラ国立公園の一般開放は設立の1980年に始まり、2,000ヘクタール (20 km2)の指定地内に山や沼地、ヒースや草原、森林が広がる。入り口はレターフラックのクリフデン寄りに設けてある。公園内には人が暮らした跡がたくさん残っていて、4000年前の巨石の墓から19世紀の墓地まである。公園用地の多くはかつてカイルモア修道院の所領であった。

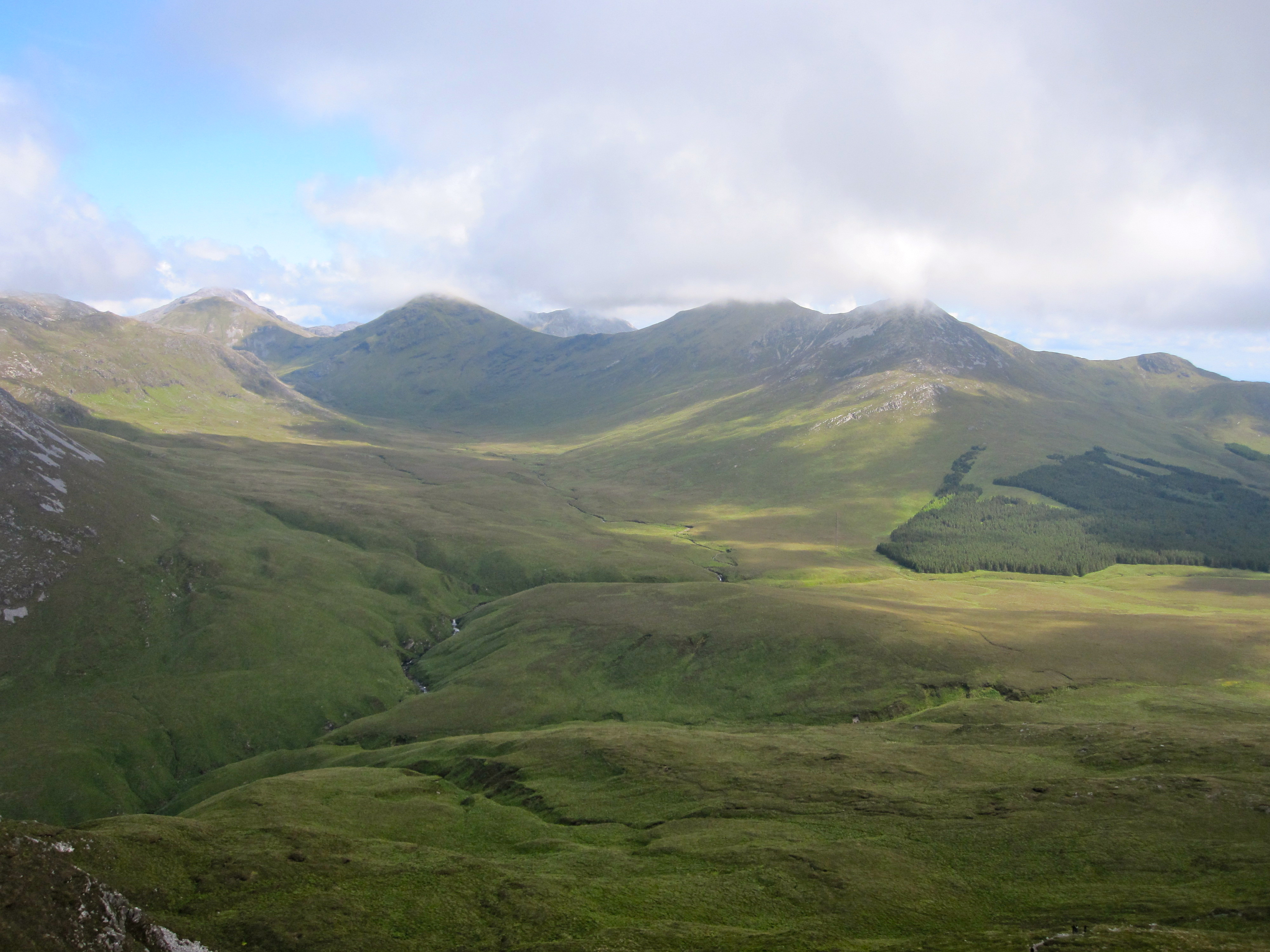
ダイヤモンドヒルからの眺め

最もこの公園らしい植生は、西部のブランケット沼とヒースに見られる。一般に沼地とは湿った低地の環境で、ブランケット沼は山の空気が乾燥した場所に分布する。紫のムーグラス moor grass が最も繁茂し、一帯の風景に彩りを添える。食虫植物は公園の生態系で重要な役割を果たし、モウセンゴケやムシトリスミレのなかまが見られる。沼地は栄養がほとんどないため、エネルギー源として昆虫を消化する植物は多い。よく観察される植物にはほかにシオガマギクのなかま、ワタスゲのなかま（Eriophorum angustifolium）、ヒメハギの仲間、キンコウカの仲間（Narthecium ossifragum）、ラン、 セイヨウヤチヤナギに加え、さまざまな地衣類やコケがふくまれる。

### 動物相
鳥の種類が多いことはよく知られ、一般的な歌鳥にはマキバタヒバリ、ヒバリ（Alauda）、ヨーロッパノビタキ（European stonechats）、ズアオアトリ 、ヨーロッパコマドリとミソサザイの仲間を観察できる。猛禽類はチョウゲンボウやハイタカが暮らし、まれに見かける種にコチョウゲンボウとハヤブサがある。冬越しをするためコネマラに現れる生き物はヤマシギの仲間（Woodcock）やタシギ、ホシムクドリ、ウタツグミ、ヤドリギツグミ、ワキアカツグミ、ノハラツグミと野生のヤギである。
生息している哺乳類は見つけにくいものの、フィールドマウス fieldmice は森林のどこでも暮らし、ウサギやキツネ、オコジョ、トガリネズミ、コウモリは夜の沼地でよく出会う。かつてこの一帯を歩き回ったアカシカは、およそ150年前にこの地域では一度、絶滅している。再導入の試みにより群れが定着した。現在、公園でもっとも大型の哺乳類はコネマラ・ポニー（Connemara pony）である。